# Riisa Naka
Riisa Naka (仲里依紗, Naka Riisa), née le 18 octobre 1989 dans la préfecture de Nagasaki, est une joyū, seiyū et chanteuse japonaise.

## Biographie
Elle débute en 2005 en apparaissant dans des publicités et clips musicaux, puis connait le succès l'année suivante en doublant l'héroïne du film anime La Traversée du temps. Elle tourne depuis dans de nombreux films et séries télévisées (drama), interprétant notamment à nouveau en 2010 l'héroïne du film live adapté du roman La Traversée du temps.

## Filmographie

### Films
- Island Times (2006)
- Shibuya-ku Maruyama-cho (2006)
- Chi-chan wa Yukyu no Muko (2008)
- Gachiboy (2008)
- Jun Kissa Isobe (2008) - Sakiko Isobe
- Summer Wars (2009) - Yumi Jinnouchi
- Halfway (2009)
- An Encyclopedia of Unconventional Women (2009)
- Pandora no Hako (2009)
- Toki o Kakeru Shōjo (2010) : Akari Yoshiyama
- Zebraman: Vengeful Zebra City (2010) - Zebra Queen/Yui
- Hara ga Kore Nande (2011) - Mitsuko
- Moteki (2011)
- Young Black Jack (2011)
- Brave Hearts: Umizaru (2012)
- The Mole Song : Undercover Agent Reiji (土竜の唄 潜入捜査官 REIJI?) (2014) : Junna Wakagi
- The Mole Song : Hong Kong Capriccio (土竜の唄 香港狂騒曲?) (2016) : Junna Wakagi
- A Forest of Wool and Steel (羊と鋼の森?) (2018) : Eri Hamano
- Love at leas (生きてるだけで、愛?) (2018) : Ando
- My Dad is a Heel Wrestler (パパはわるものチャンピオン?) (2018) : Michiko Oba[1]
- Brothers in Brothel (はるヲうるひと?) (2020) : Ibuki[2]

### Drama
- My Boss My Hero (2006)
- Yakusha Damashii (2006) - épisode 7
- Broccoli (2007)
- Ultraman Mebius (2007) - épisode 40
- Jodan janai (2007)
- Sexy Voice and Robo (2007) - épisode 5
- Binbō Danshi (2008)
- Hachi One Diver (2008) - Soyo Nakashizu/ Milk
- Gakko ja Oshierarenai! (2008)
- Kami no Shizuku (2009)
- Ninkyou Helper (2009)
- Yankee-kun to Megane-chan (2010) - Hana Adachi
- Nihonjin no shiranai Nihongo (2010) - Kano Haruko
- Sayonara Aruma (2010) - Takahashi Fumiko
- Shiawase ni Narou yo (2011) - Sakuragi Marika
- Lucky Seven (2012) - Mizuno Asuka
- Centre de maternité de Tsurukame (2012) - Onodera Mariya
- Resident – 5-nin no Kenshui (2012) - Miyama Shizuku
- Lucky Seven SP (2013) - Mizuno Asuka
- Cold Case (2016)
- Je t'aime juste un peu (2017) - Reika Arishima
- Carnet en cuir noir (2017) - Namiko Yamada
- Plage ~ Wakeari bakari no share house (2017) - Koike Miwa
- Yell (2020) - Megumi Katori
- Koisuru Hahatachi (2020) - Kanbara Mari
- Alice in Borderland (2020–2022) - Mira Kanō
- Tokyo MER : salle d'urgence mobile (2021) - Chiaki Takanawa
- Le Pavillon des hommes (2023) - Tokugawa Tsunayoshi[3]
- Divorçons (2023) - Yui Kurosawa

### Doublage
Anime
- La Traversée du temps (2006) - Makoto Konno
- Summer Wars (2009) - Yumi Jinnouchi

Film étranger
- Street Fighter: Legend of Chun-Li (2009) - Chun-Li

### Clips videos
- Kimi wa Boku ni Niteiru (2005) - See-Saw
- Captain Straydum (2006) - Cyborg
- nostalgia (2010) - Ikimono Gakari
- Honto Wa Kowai Ai To Romance (2010) - Keisuke Kuwata
- Boku Kimi Believer (2010) - ghostnote